# 29843 Brucesoper
29843 Brucesoper è un asteroide della fascia principale esterna. Scoperto nel 1999, presenta un'orbita caratterizzata da un semiasse maggiore pari a 3,203719 UA e da un'eccentricità di 0,167415, inclinata di 13,294305° rispetto all'eclittica. Ha un diametro di 8,425 km, un periodo di rotazione di 10,9564 ore e un'albedo di 0,157. 